# Držkovice
Držkovice (německy Dirschkowitz, polsky Dzierżkowice) jsou vesnice, součást města Opavy v Moravskoslezském kraji. Ves, ležící v Opavské pahorkatině ve stejnojmenném katastrálním území, je součástí evidenční a městské části Vávrovice. Leží na česko-polské státní hranici na řece Opavě, která je odděluje od polské vesnice Dzierżkowice.

## Název
Místní jméno bylo odvozeno od osobního jména Držek (což byla domácká podoba jmen Držkraj, Držislav a podobně), výchozí podoba Držkovici znamenala „Držkovi lidé“. Jistý Držek z Držkovic je jmenován jako svědek v listině olomouckého biskupa Bruna z května 1280.

## Historie
První písemná zmínka o Držkovicích pochází z roku 1250. Po zrušení patrimoniální správy v roce 1848 byly samostatnou obcí v okrese Opava. V 50. letech 20. století byly přičleněny k sousedním Vávrovicím, s nimiž jsou od 1. ledna 1976 součástí Opavy. Držkovice ztratily status evidenční části a jsou pouze základní sídelní jednotkou v rámci městské části Opava-Vávrovice.

## Obyvatelstvo
| 1869 | 1880 | 1890 | 1900 | 1910 | 1921 | 1930 | 1950 | 1961 | 1970 | 1980 | 1991 | 2001 | 2011 |
| ---- | ---- | ---- | ---- | ---- | ---- | ---- | ---- | ---- | ---- | ---- | ---- | ---- | ---- |
| 137  | 148  | 161  | 177  | 171  | 146  | 128  | 128  | 148  | 127  | 110  | 94   | 105  | 100  |

## Rodáci
- Jan Malý (1911–1993),[8] [9] římskokatolický kněz, vysvěcen 1935. V letech 1945–1993 farář v Olšanech u Prostějova. Konzistorní rada, od r. 1969 děkan prostějovského děkanátu, pohřben v Olšanech

## Pamětihodnosti
- Kaple